# Philipp Cohen (Verlag)
Philipp Cohen, auch Cohen und Risch sowie Cohen & Risch, war ein deutscher Buchverlag mit angeschlossener Buchhandlung, der sich auf landwirtschaftliche und insbesondere Werke zum Gartenbau spezialisiert hatte.

## Geschichte
Das Unternehmen wurde im Jahr 1866 ursprünglich unter der Firma Cohen und Risch in Stuttgart gegründet. Wenige Jahre später verlegte der dann alleinige Inhaber Philipp Cohen im Jahr 1870 den Verlag – nun unter seinem eigenen Namen – nach Hannover. Das Adreßbuch, Stadt- und Geschäftshandbuch der Königlichen Residenzstadt Hannover und der Stadt Linden von 1872 verzeichnete die Verlagsbuchhandlung Cohen & Risch, mit dem alleinigen Inhaber Philipp Cohen in Hannover und Otto Risch in Stuttgart, mit Sitz im ersten Stockwerk der Großen Packhofstraße 25.
Zum Verlagsprogramm gehörten beispielsweise die weitverbreiteten Werke zur Flora, zur Zimmer- und Hausgärtnerei und andere Gartenbücher von Hermann Jäger, zu denen Titel wie etwa der Frauengarten zählten.
Anfang der 1880er Jahre wurde sämtliche Artikel Cohen in Kommission bei R. Hoffmann in Leipzig ausgeliefert.